# Arius gigas
Arius gigas es una especie de pez de la familia Ariidae en el orden Siluriformes.

## Morfología
Los machos pueden llegar a alcanzar 165 cm de longitud total y 50 kg de peso.

## Distribución geográfica
Se encuentran en África: ríos  Níger y  Vuelta.